# محوطه مال شیخ
محوطه مال شیخ مربوط به سده‌های متاخر دوران‌های تاریخی پس از اسلام است و در شهرستان کهگیلویه، بخش لنده، دهستان طیبی گرمسیری شمالی، روستای مال شیخ واقع شده و این اثر در تاریخ ۷ خرداد ۱۳۸۷ با شمارهٔ ثبت ۲۲۹۶۹ به‌عنوان یکی از آثار ملی ایران به ثبت رسیده است.